# Fernando Leite Mendes
Fernando Leite Mendes (Ilhéus, 6 de fevereiro de 1931 — Rio de Janeiro, 9 de agosto de 1980), filho de Maria Augusta e José Aristides Leite Mendes, foi um jornalista, cronista, radialista e apresentador de TV. "Jornalista de talento excepcional, de Salvador seguiu Fernando Leite Mendes com sua vocação para o  Rio onde, nos anos em que residiu na metrópole, nunca esqueceu  as raízes baianas, sintonizadas em Ilhéus e Salvador. Em terras cariocas, no seu voo de homem inteligente, se impôs como editor, redator e cronista dos principais veículos da imprensa." "Havia nele uma permanência de bom gosto e de clareza expositiva, onde forma e conteúdo viviam unidos, numa linguagem siamesa que ele reinventou e da qual se utilizava com uma simplicidade exasperante."

## Biografia
Aos 14 anos publicou sua primeira crônica no Diário da Tarde. Em 1948 foi presidente da Associação dos Estudantes Secundários da Bahia (AESB). Na década de 1950, como repórter político do jornal Última Hora, cobriu a campanha presidencial do candidato pela coligação PSD-PTB Juscelino Kubitschek no interior do país. Sobre ele, escreveu na matéria "Afinal, Quem É Esse Juscelino?", na Última Hora de 14/6/1955:

Juscelino, este cidadão que não acredita na tradicional beira do abismo, tem um interesse heroico por todos os problemas que lhe apresentam, sofre de uma mística muito rara na América do Sul, a mística da Lei. Fora dela não saberá viver. Assim como não pode o peixe vivo viver fora da água fria.
Em 1954, publicou a coluna A POESIA DO ASFALTO na revista O Mundo Ilustrado. Em 1964 e 1965, colaborou assiduamente com o jornal Correio da Manhã, publicando, além de reportagens, uma coluna semanal de crônicas, SEXTA-FEIRA, ESTÓRIAS. Crítico da então chamada Revolução, o golpe militar de 1964, em "O Besouro Subversivo" (Correio da Manhã, 27 de novembro de 1964) vale-se de uma narrativa kafkiana para alfinetar o regime:

Ele era um besouro subversivo. O único no mundo de meu Deus. Acordou assim, completamente besouro, besouro grande, de carapaça preta, a colcha encolhida sobre o ventre. Dormiu repórter e estudante de Direito, na véspera tinha ido a seus pontos de conspiração, deixara-se cair na cama e agora era um besouro. O estranho caso aconteceu sem Kafka, mas no clima do alemão de Praga. [...] A sua angústia de inseto – a força do seu estranho destino – cedeu lugar à certeza de que não fora ele, apenas, que ficara impedido de falar, de votar, de dizer a sua mensagem, de ir e vir por onde quisesse.
Lá fora, legiões de besouros zumbiam em vão. A metamorfose tinha sido geral. Outros animais, grandes e fortes, dirigiam as leis e as armas.
E Godofredo expirou na paz de inseto.
Em 1965, foi apresentador do programa Telesemana na TV Globo. Em 1966, editou a revista Posto de Serviço e em 1967 foi diretor de T - Revista Brasileira de Turismo. Nessa época, chefiou a equipe de relações públicas da agência publicitária Rio Propaganda. Teve uma participação especial no filme de Maurício Gomes Leite A Vida Provisória de 1968, no papel de Ministro de Assuntos Exteriores. Colaborou com o jornal Diário de Notícias de 1971 a 1976, inicialmente com uma coluna semanal intitulada "Fernando Leite Mendes aos sábados". Na crônica inaugural da coluna, em 31 de julho de 1971, escreveu: 
Para um cronista que escrevia às sextas-feiras, escrever aos sábados é uma promoção. Porque os dias não são iguais e, no progresso em que vou, acabarei escrevendo aos domingos e dias santos.
A partir de 1972, sua coluna passou a ser diária, intitulada "FERNANDO LEITE MENDES". Nessa época escrevia editoriais para o jornal Última Hora sob o pseudônimo Hélio Werneck. Mais à frente, na tentativa de atingir um público mais amplo, passou a atuar assiduamente no rádio e televisão. Em 1976-77, o programa Abertura da TV Educativa, canal 2, apresentava regularmente crônicas de Fernando Leite Mendes. Foi apresentador do programa "Aqui e Agora" da TV Tupi até o fechamento desse canal em julho de 1980, "o único programa que acredita em disco-voador", nas palavras de "o poeta", como Fernando Leite Mendes era chamado pelos colegas. Participava do Debate Popular do programa Haroldo de Andrade na rádio Globo. Segundo Artur da Távola, "O rádio primeiro e depois a TV praticamente fizeram renascer um homem: Fernando Leite Mendes. Quando começou nos 'Debates Populares' de Haroldo de Andrade na Rádio Globo, Fernando era uma pessoa magoada e ressentida com a falta de repercussão e reconhecimento após muitos anos de jornalismo escrito. Boêmio, jamais tratou de juntar seus escritos. Esbanjava talento a varejo, frases soltas, fechos de editoriais. Perdia qualquer coisa, menos a boa frase."
Sobre Fernando Leite Mendes diz Cyro de Mattos: "Intensamente humano, autêntico lírico que gostava de expressar o lado encantador da vida, com uma capacidade de falar de modo simples e, ao mesmo tempo, sedutor e culto, de gesto solidário e terno, o tempo não quis que esse amanuense da palavra vivesse mais anos aqui entre os humanos."

## Morte
Morreu de infarto do miocárdio a caminho do Hospital Souza Aguiar, no Centro carioca. Foi enterrado no Cemitério do Campo Santo, em Salvador. Quando morreu, morava no bairro carioca de Santa Teresa, à Rua Almirante Alexandrino, 177, numa casa antiga que apelidou de Mansão do Rato Molhado, devido à proximidade do mirante com este mesmo nome.

## Obras
- Os olhos azuis de D. Alina e algumas crônicas, coletânea de 50 crônicas publicadas postumamente em 1985 pela Fundação Cultural do Estado da Bahia.
- O gigante e a bicicleta e outras belas crônicas, seleção e organização de Cyro de Mattos e Ivo Korytowski, Editora Via Litterarum, 2020.